# Японска нова година
Японската нова година е празник, отбелязван в Япония.
В Япония новогодишният ден се нарича „шогацу“ и се празнува от 1 до 3 януари. Датата на традиционната Японска нова година, празнувана до приемането на григорианският календар през 1873 г. е била основана на китайският лунен календар и е била отбелязвана в началото на пролетта, както в Китай и другите източноазиатски страни. В последните дни преди настъпването на Новата година Японците се прибират в домовете си, купуват подаръци за роднините и приятелите, изпращат новогодишни поздравителни пощенски картички (年賀状, ненгадзе), готвят празнични ястия, слагат пред вратите на домовете си борови украшения „Кадомацу“, чието буквално име е „Бор на вратата“, символично защитаваща дома от зли сили. На празника масово се посещават родните селища. Сутринта на първия ден от новата година много японци посещават шинтоистките светилища и будистките храмове, за да се помолят за себе си и близките си. След като посетят светите места, хората се връщат у дома, приготвят различни ястия и напитки и празнуват празника, като се хранят и пият заедно традиционни новогодишни ястия, наричани осети – рьори, състоящи се обикновено от варени водорасли комбо, рибен кекс камабоко, пюре от сладки картофи с кестени курикинтон, варен корен от репей кимпира гобо, сладка черна соя куромаме, оризов десерт Моти, желаещ богатство, процъфтяване и добра реколта в следващата година. В древността кръглите моти са се свързвали с кръглите огледала, задължителни атрибути на слънчевата богиня Аматерасу, като съществува обичай да се украсяват жилищата с бамбукови и върбови клонки със закачени на тях и оформени като риби, плодове, цветя и така нататък, оцветени в различни цветове, установени на видно място или закачани на рафтовете в близост до вратата. Украшенията се наричат Мотибана и се слагат с цел влизащото в дома божество на Новата година Тосигами да си спомни за задълженията си да се погрижи за живеещите в дома през Новата година, като след края на празника украшенията се изяждат и традиционно всеки член на семейството изяжда толкова, колкото е навършената през тази година възраст. Важно място в новогодишната трапеза има и оризовата пита, символизираща дълголетието и други. Много от ястията са сладки, кисели или сушени и могат да се съхраняват извън хладилника, и има множество варианти на новогодишни ястия в различните региони, и понякога се оказва, че традиционните новогодишни ястия в един регион не могат да се употребяват или дори са забранени в друг. На празника девойките и жените се обличат в цветни кимона.
В Япония по празници в будистките храмове се бият бронзови камбани 108 пъти. Това число не е избрано на случаен принцип. Японците вярват, че всеки удар прогонва една от 108 вредни страсти. Така японският народ празнува Нова година с чист дух. Под удара на тези камбани се осъществява първото годишно посещение на храм за годината – Хацумоде, осъществявано през първите три дни или месец на Новата година, в зависимост от региона. Посещават се както шинтоистки, така и будистки храмове. Отбелязват се и други първи събития през годината като хацухиноде – първият изгрев, сиготохадзиме – първата работа, хацугама – първата чаена церемония и други. Прието е да се играят и различни традиционни новогодишни игри, като ханецуки – игра на бадминтон, пускане на хвърчила и пумпали, новогодишни карти Ута-гарута със стихотворения хякунин иссю и други.